# De vita Agricolae

De vita Agricolae ou De vita et moribus Iulii Agricolae (Au sujet de la vie et des mœurs de Julius Agricola), est une œuvre de l'écrivain et historien romain Tacite.

## Contenu
Écrite en 98 de notre ère, l'œuvre relate la vie de Cnaeus Julius Agricola, beau-père de Tacite, brillant sénateur et général de l'époque de l'historien. Cette œuvre contient une brève étude géographique et ethnographique de la province romaine de Bretagne (actuelle Grande-Bretagne), similaire à celle de l’espace germanique que Tacite réalise dans La Germanie. L'historien intègre dans son ouvrage une réflexion sur la liberté des autochtones et réalise une comparaison incisive entre la vie là-bas et la corruption et la tyrannie qui régnait alors à Rome. De plus, l'œuvre contient des données polémiques qui manifestent la cupidité et la rapacité de l'Empire romain.
Cette biographie parait en 98, cinq ans après la mort d'Agricola. Cette œuvre a deux motivations : Tacite n'était pas à Rome au moment de la mort de son beau-père et n'a donc pas pu prononcer son éloge funèbre ; il voulait également, par contraste avec la tyrannie de Domitien, faire l'apologie d'une forme de virtus et de qualités humaines dont cet empereur était dépourvu. Il tenait ainsi à présenter l'exemple d'une opposition discrète, qui pourrait être décrite à l'époque contemporaine comme une sorte de résistance passive.
En écrivant la Vie d'Agricola, Tacite veut rendre hommage à un homme qu'il a aimé et estimé. Il loue en lui un bon serviteur de l'Empire, qu'il a contribué à étendre, en achevant la conquête de la Bretagne (Britannia, la Grande-Bretagne actuelle) et en la pacifiant. Ainsi l’œuvre se présente à la fois comme un éloge funèbre et un essai historique sur la Bretagne, sur ses habitants et sa conquête. C’est aussi un manifeste contre la tyrannie de Domitien, assassiné en 96. Ce qui est frappant dans cette œuvre, c'est l’approche originale que Tacite fait du phénomène de la conquête impérialiste. Il s’intéresse en géographe et en ethnologue — comme dans la Germanie — à ces Barbares attaqués par l’expansion romaine, en tenant compte du point de vue des conquis et pas seulement de celui des conquérants. Quelles raisons auraient-ils d’accepter passivement la servitude ? La conquête assure la force et la gloire du peuple romain, mais peut-elle prétendre assurer le bonheur des vaincus ? Tacite fait preuve de beaucoup de lucidité en soulignant qu’Agricola pratique une politique d’assimilation culturelle.

## Composition
- Chap. I à III : le début de l'œuvre est placé sous le patronage des empereurs Nerva et Trajan, qui ont rendu la liberté au peuple romain.
- Chap. IV à IX : la vie d'Agricola proprement dite.
- Chap. X à XXXVIII : dissertation ethnographique et géographique sur la Bretagne et les Bretons. Tacite détaille la conquête de l'ile. Agricola y est montré comme le représentant de toutes les vertus.
- Chap. XXXIX à XLII : retour à Rome, disgrâce et traversée du désert.
- Chap. XLIII- XLVI : mort et portrait final d'Agricola. Tacite invite à suivre cet exemple.

## Publications
- « La Vie d'Agricola en bande dessinée »,Histoire de comprendre, RCF Radio, 5 décembre 2022.
- « Agricola, un modéré au service de la grandeur de Rome », Un jour dans l'histoire, La Première RTBF, 5 décembre 2022.
- Tacite, traduction et commentaires de Pierre Grimal, Œuvres complètes, Gallimard, La Pléiade, Paris, 1990,  (ISBN 2070111768)
- Tacite, Vie d'Agricola, traduction et commentaire d'Anne-Marie Ozanam, Les Belles Lettres, 1997, 159 pages,  (ISBN 2251799141)
- Traduction annotée de Danielle De Clercq-Douillet, 2000, http://bcs.fltr.ucl.ac.be/TacAgr/Agrtrad.html
- Site de présentation d'une adaptation de l’œuvre en roman graphique, 2021, https://www.tacitusincomics.com/
- Édouard Michel (éd.), Tacitus : Agricola, album illustré (texte latin abrégé), Juste Lipse, Paris, 2025, ISBN 978-2488351003.